# Mezinárodní levá opozice
Mezinárodní levá opozice, založená roku 1930, později (1933) Mezinárodní komunistická liga resp. (1936) Hnutí pro Čtvrtou Internacionálu, jsou předchůdčími organizacemi trockistické Čtvrté internacionály, založené 1938.
Mezinárodní levá opozice byla založena Lvem Trockým po faktické porážce Levé opozice v Rusku v exilu; jejím cílem bylo ovlivňování práce Kominterny. Roku 1933 byla organizace přejmenována na Mezinárodní komunistickou ligu.
Trockij usiloval nejen o závaznější organizační rámec organizace, ale i o ideologickou návaznost na tradice dělnického hnutí; roku 1935 se obrací na své stoupence výzvou Deklarace čtyř, v jejímž důsledku je v červnu 1936 svolána do Paříže přípravná konference pro plánovanou Čtvrtou internacionálu (z bezpečnostních důvodů bylo jako místo konání oznámena švýcarská Ženeva). Na této konferenci byla organizace též přejmenována na Hnutí pro Čtvrtou Internacionálu.
Podle několika málo pramenů usiloval Trockij o založení Čtvrté internacionály již na přípravné konferenci z roku 1936, avšak, jak uvádí např. historik hnutí G. Breitman, očividně s tímto návrhem neprošel - založení se uskutečnilo až o dva roky později, 1936 došlo pouze k přejmenování.